# Hannah Davis
Hannah Davis (Adelaida, 11 de agosto de 1985) es una deportista australiana que compitió en piragüismo en la modalidad de aguas tranquilas.
Participó en los Juegos Olímpicos de Pekín 2008, obteniendo una medalla de bronce en la prueba de K4 500 m. Ganó una medalla bronce en el Campeonato Mundial de Piragüismo de 2011.

## Palmarés internacional
| Juegos Olímpicos   | Juegos Olímpicos | Juegos Olímpicos  | Juegos Olímpicos |
| Año                | Lugar            | Medalla           | Competición      |
| ------------------ | ---------------- | ----------------- | ---------------- |
| 2008               | Pekín (China)    | Medalla de bronce | K4 500 m         |
| Campeonato Mundial |                  |                   |                  |
| Año                | Lugar            | Medalla           | Competición      |
| 2011               | Szeged (Hungría) | Medalla de bronce | K2 200 m         |